# Камышин (станция)
Камышин — железнодорожная станция Волгоградского региона Приволжской железной дороги располагается в городе Камышин. Находится на 475 километре линии Тамбов — Камышин. Станция является тупиковой. От станции отходят действующие подъездные пути к Камышинскому Стеклотарному заводу, а также имеется несколько не действующих подъездных путей.
Количество путей на станции — 8, количество платформ — 2.
Через день по станции проходит пассажирский поезд № 379/380 Москва — Камышин — Москва. 
4 марта 2024 года возобновлено движение пригородных поездов № 6501, 6502, 6511, 6512 Петров Вал - Камышин 1. Поезда ходят 2 раза в день. Время всего пути 33 минуты. 
Раньше количество пар достигало шести в день в 2000-х годах и сокращено до трёх к 2022. В 2024 сокращено до 2.  
Под станцией проходит улица Некрасова.
Также от станции Камышин имеются пути к станции Комбинатская, которая расположена в Поселке Нефтяников (Камышин) 
Все данные актуальны по состоянию на 2025 год.